# ヘンリー・リゴン (第5代ビーチャム伯爵)

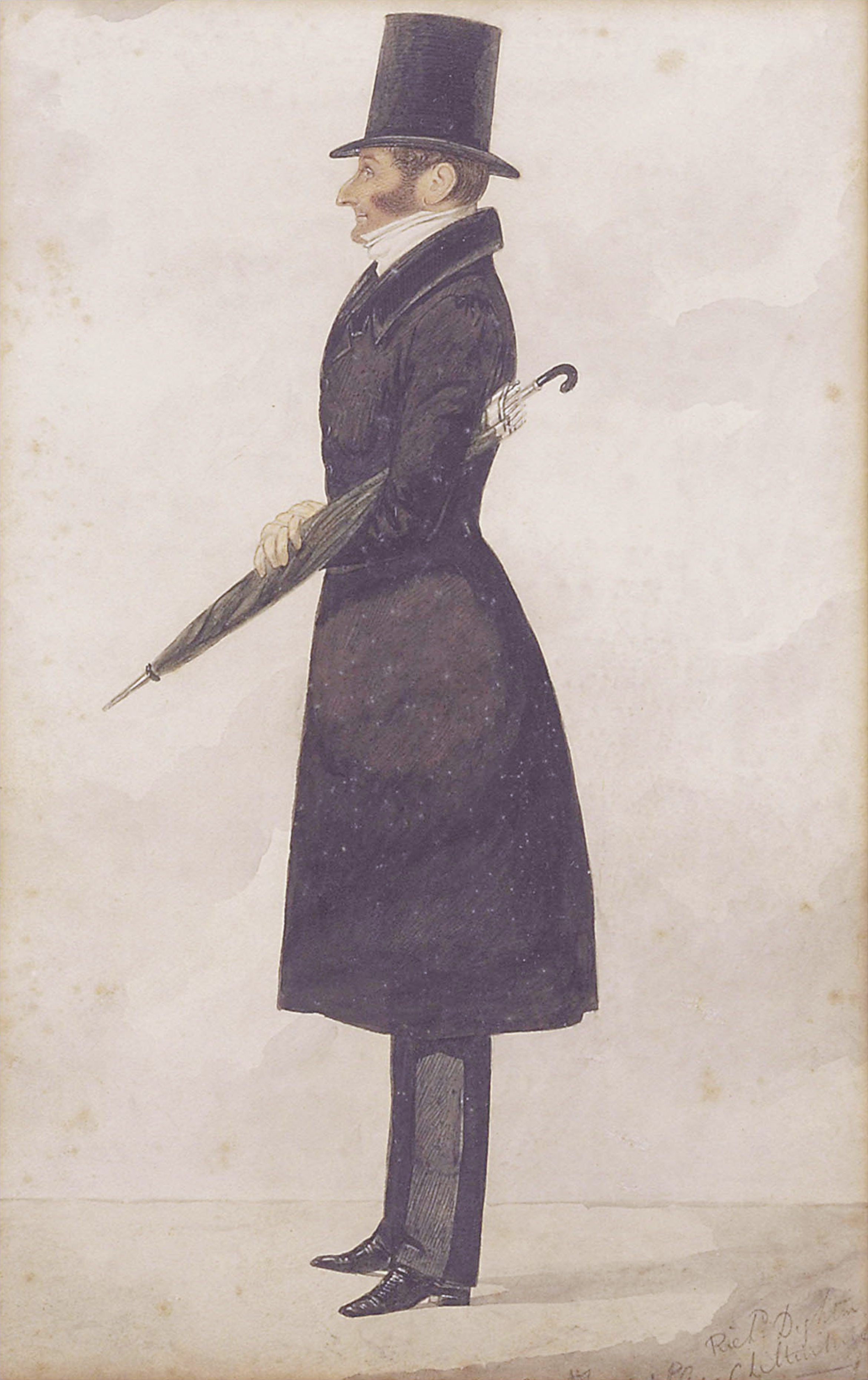
リチャード・ダイトンによる肖像画。

第5代ビーチャム伯爵ヘンリー・リゴン（Henry Lygon, 5th Earl Beauchamp、1829年2月13日 – 1866年3月4日）は、イギリスの貴族、政治家。襲爵以前にエルムリー子爵の儀礼称号を使用し、庶民院議員を務めた。

## 生涯
第4代ビーチャム伯爵ヘンリー・ビーチャム・リゴンと妻スーザン・キャロライン（1801年4月12日 – 1835年1月15日、第2代セント・ジャーマンズ伯爵ウィリアム・エリオットの娘）の次男（長男ウィリアムは1834年に6歳で没）として、1829年2月13日に生まれた。イートン・カレッジで教育を受けた。
1848年5月5日にライフ・ガーズ第1連隊のコルネット（騎兵少尉）への辞令を購入、1850年12月13日に中尉への辞令を購入して昇進した。1854年12月1日に大尉への辞令を購入して昇進した。1863年11月ごろに軍務から引退した。
父の爵位継承に伴い1853年2月にウェスト・ウスターシャー選挙区の補欠選挙が行われると、保守党候補として出馬、無投票で当選した。その後、1857年と1859年の総選挙でも無投票で再選した。1859年6月、ウスターシャーの副統監に任命された。
1863年9月8日に父が死去すると、ビーチャム伯爵位を継承した。爵位継承に伴うウェスト・ウスターシャーでの補欠選挙には弟フレデリックが出馬して、やはり無投票で当選した。
1866年3月4日、生涯未婚のままベルグレイヴィアのベルグレイヴ・スクエア13号で病死、弟フレデリックが爵位を継承した。